# Mäntysalo (ö i Södra Savolax)
Mäntysalo är en ö i Finland.   Den ligger i sjön Enonvesi och i kommunen Heinävesi i landskapet Södra Savolax, i den sydöstra delen av landet, 300 km nordost om huvudstaden Helsingfors.